# П'ятий океан
«П'ятий океан» (рос. Пятый океан) — радянський художній фільм 1940 року режисера Ісидора Анненського про льотчиків, які мріяли про мирне небо, але опинилися на війні.

## Сюжет
Картина розповідає про долю тайгового мисливця Леонтія Широкова, який став в передвоєнні роки курсантом аероклубу і здійснив таким чином свою заповітну мрію про небо. Однак підпорядкування суворої армійської дисципліни виявилося для молодого хлопця зовсім непростою справою. Подолавши власний характер, він стає справжнім пілотом, здатним при необхідності захистити Батьківщину. Живі образи головних героїв завоювали серця радянських глядачів і фільм, що вийшов на екрани в передвоєнний час, зіграв свою роль в залученні молоді у військову авіацію.

## У ролях
- Андрій Абрикосов —  Леонтій Широков
- Євгенія Гаркуша —  Саня
- Петро Алейников —  Ковтунов
- Василь Зайчиков —  начальник аероклубу
- Олексій Максимов —  комісар аероклубу
- Іван Новосельцев —  Кирилов
- Алла Гардер —  Наташа
- Анастасія Зуєва —  мати Наташі
- Осип Шахет —  Василь Тимофійович
- Антон Дунайський — працівник тиру
- Дмитро Капка — гітарист
- Григорій Долгов — начальник станції
- Володимир Лісовський — пасажир поїзда

## Знімальна група
- Сценаристи: Олексій Спєшнєв, Олександр Філімонов
- Режисер-постановник: Ісидор Анненський
- Оператор-постановник: Володимир Окулич
- Художники-постановники: Соломон Зарицький, Валентина Хмельова
- Композитор: Сергій Потоцький
- Звукооператор: Адріян Прахов